# Verivery
Verivery (em coreano: 베리 베리; estilizado como VERIVERY e também abreviado como VRVR) é um boy group sul-coreano formado pela Jellyfish Entertainment em 2018.  O grupo debutou em 9 de janeiro de 2019 com "Veri-Us". 

## História

### 2018: Pré-estreia
A Jellyfish confirmou em 23 de agosto de 2018 que estariam estreando um boy group de sete membros  e mais tarde confirmou seu nome como Verivery, o primeiro boy group da Jellyfish Entertainment em seis anos desde o VIXX. Seu nome vem da palavra latina 'veri' que significa "verdade" e da palavra inglesa "muito". Verivery é uma combinação das palavras 'vários', 'energético', 'real' e 'inovação'. 
Antes de sua estréia, em 3 de setembro de 2018, a Mnet revelou que o próximo grupo estrelaria o próximo reality show chamado Now Verivery: Real Road Movie.  O OST de seu reality show intitulado Super Special foi lançado em 21 de setembro de 2018 junto com a exibição do reality show. 

### 2019: Estreia com a série Veri
O grupo estreou oficialmente em 9 de janeiro com seu primeiro extended play "Veri-Us", e seu primeiro single "Ring Ring Ring". 
Em 24 de abril, o grupo lançou seu segundo extended play "Veri-Able" e seu primeiro single "From Now". 
Em 31 de julho, o grupo lançou seu primeiro álbum single "Veri-Chill" e seu primeiro single "Tag Tag Tag". 

### 2020: Séries Face It, Road to Kingdom
Em 7 de janeiro, a Verivery lançou seu terceiro extended play "Face Me" e seu primeiro single "Lay Back".  O EP marca a primeira série da trilogia FACE it.
Em 20 de março, o grupo foi confirmado para participar da competição de reality show da Mnet, Road to Kingdom.  Eles chegaram à rodada final com o lançamento de uma nova música chamada "Beautiful-X" para o final do show e terminaram em quinto lugar no geral.
Em 1º de julho, o Verivery lançou seu quarto extended play "Face You" e seu primeiro single "Thunder". 
Em 13 de outubro, o Verivery lançou seu quinto extended play "Face Us" e seu primeiro single "G.B.T.B. (Go Beyond The Barrier)".  Eles também lançaram um videoclipe para a música "So Gravity" do FACE US.
O grupo lançou sua primeira faixa holiday "Love At First Sight" em 23 de dezembro de 2020. A faixa só está disponível no YouTube em fevereiro de 2021.

### 2021:Series ‘O’ Round 1: Hall
Em 2 de março, o grupo lançará seu segundo álbum single "Series ‘O’ Round 1: Hall" e seu primeiro single "Get Away". 

## Membros
Adaptado de seu perfil na Naver. 
- Dongheon (동헌)
- Hoyoung (호영)
- Minchan (민찬)
- Gyehyeon (계현)
- Yeonho (연호)
- Yongseung (용승)
- Kangmin (강민)

## Discografia

### Extended plays
| Título    | EP Detalhes | Melhores posições nas paradas | Vendas        |
| Título    | EP Detalhes | KOR                           | Vendas        |
| --------- | --- | ----------------------------- | ------------- |
| Veri-Us   | - Lançado: 9 de janeiro de 2019 - Gravadora: Jellyfish - Formatos: CD, digital download, streaming Track listing 1. Ring Ring Ring (불러줘) 2. Flower 3. F.I.L 4. Alright 5. Super Special (Acoustic ver.)                                                  | 4                             | - KOR: 24,080 |
| Veri-Able | - Lançado: 24 de abril de 2019 - Gravadora: Jellyfish - Formatos: CD, digital download, streaming Track listing 1. From Now (딱 잘라서 말해) 2. Love Line 3. All I Do (나 집에 가지 않을래) 4. Get Ready 5. Light Up (밝혀줘) 6. Thank You, Next? (CD Only) | 6                             | - KOR: 17,630 |
| Face Me   | - Lançado: 7 de janeiro de 2020 - Gravadora: Jellyfish - Formatos: CD, digital download, streaming Track listing 1. Photo 2. Lay Back 3. Paradise 4. Curtain Call 5. Moment 6. Thank You, Next? (CD Only)                                                   | 4                             | - KOR: 28,440 |
| Face You  | - Lançado: 1 de julho de 2020 - Gravadora: Jellyfish - Formatos: CD, digital download, streaming Track listing 1. Thunder 2. Connect 3. SKYDIVE 4. Beautiful-x 5. Privacy (사생활) 6. Thank You, Next? (CD Only)                                            | 8                             | - KOR: 39,626 |
| Face Us   | - Lançado: 13 de outubro de 2020 - Gravadora: Jellyfish - Formatos: CD, digital download, streaming Track listing 1. G.B.T.B. (Go Beyond The Barrier) 2. My Face 3. Hold Me Tight 4. Get Outta My Way 5. Gravity (소중력) 6. Thank You, Next? (CD Only)     | 7                             | - KOR: 50,704 |

### Álbuns individuais
| Título                   | Detalhes do álbum | Melhores posições nas paradas | Vendas        |
| Título                   | Detalhes do álbum | KOR                           | Vendas        |
| ------------------------ | --- | ----------------------------- | ------------- |
| Veri-Chill               | - Released: July 31, 2019 - Gravadora: Jellyfish - Formatos: CD, digital download, streaming Track listing 1. Tag Tag Tag 2. Mystery Light (반할 수밖에) 3. Thank You, Next? (CD Only) | 10                            | - KOR: 16,698 |
| Series ‘O’ Round 1: Hall | - Released: March 2, 2021 - Gravadora: Jellyfish - Formatos: CD, digital download, streaming Track listing 1. Get Away 2. Numbness 3. Thank You, Next? (CD Only)                       | ASA                           | ASA           |

### Singles
| Título                                                                                 | Ano  | Melhores posições nas paradas | Melhores posições nas paradas | Melhores posições nas paradas | Álbum                    |
| Título                                                                                 | Ano  | KOR                           | US Dig.                       | US World                      | Álbum                    |
| -------------------------------------------------------------------------------------- | ---- | ----------------------------- | ----------------------------- | ----------------------------- | ------------------------ |
| "Ring Ring Ring" (불러줘)                                                              | 2019 | —                             | —                             | —                             | Veri-Us                  |
| "From Now" (딱 잘라서 말해)                                                            | 2019 | —                             | —                             | —                             | Veri-Able                |
| "Tag Tag Tag"                                                                          | 2019 | —                             | —                             | —                             | Veri-Chill               |
| "Lay Back"                                                                             | 2020 | —                             | —                             | —                             | Face Me                  |
| "Beautiful-x"                                                                          | 2020 | —                             | —                             | —                             | Face You                 |
| "Thunder"                                                                              | 2020 | —                             | —                             | —                             | Face You                 |
| "G.B.T.B. (Go Beyond The Barrier)"                                                     | 2020 | —                             | 44                            | 1                             | Face Us                  |
| "Get Away"                                                                             | 2021 | ASA                           | ASA                           | ASA                           | Series ‘O’ Round 1: Hall |
| "—" indica lançamentos que não foram registrados ou não foram lançados naquela região. |      |                               |                               |                               |                          |

### Apresentações na trilha sonora
| Título      | Ano  | Álbum                 |
| ----------- | ---- | --------------------- |
| "My Beauty" | 2019 | Extraordinary You OST |
| "With Us"   | 2020 | Itaewon Class OST     |

## Filmografia

### Reality shows
- Now Verivery: Real Road Movie (지금부터베리베리해) (Mnet, 2018)

### Videoclipes
| Título                      | Ano  | Diretor(es)  |
| --------------------------- | ---- | ------------ |
| "Super Special"             | 2018 | GDW          |
| "Ring Ring Ring"            | 2019 | GDW          |
| "딱 잘라서 말해 (From Now)" | 2019 | GDW          |
| "Tag Tag Tag"               | 2019 | Digipedi     |
| "Lay Back"                  | 2020 | Digipedi     |
| "Thunder"                   | 2020 | Digipedi     |
| "G.B.T.B."                  | 2020 | Digipedi     |
| "So Gravity"                | 2020 | Hong Minchan |